# 山形トヨタ自動車
山形トヨタ自動車株式会社（やまがたトヨタじどうしゃ）は、山形県山形市に本社を置くトヨタ自動車のトヨタ店系販売店である。

## 概要
山形県におけるトヨタ店ディーラー。レクサスは取り扱わない（山形トヨペットで取り扱う）。鈴木家による同族経営企業である。また、トヨタ自動車のディーラーとしては珍しく、ビンテージ車を対象としたレストア専門店舗を持つ。

## 営業店舗
- 山形店 山形市南一番町11-16
- 大野目店 山形市穂積80-1
- 清住店 山形市清住町2丁目6-23
- ユーパーク嶋 山形市嶋北4-5-38
- 天童店 天童市東久野本3丁目3-45
- 寒河江店 寒河江市寒河江字石田28
- 新庄店 新庄市大字鳥越3821
- 鶴岡店 鶴岡市宝田2丁目2-41
- 酒田店 酒田市若竹町2丁目1-2
- 米沢店 米沢市中田町字道ノ上参908
- 長井店 長井市横町10-22
- 南陽店 南陽市赤湯字川尻3028-1
- GR Garage 山形 CUSTOMIZE FACTORY 山形市南一番町11-24　2017年10月開業[3]。
- CRG Customize Factory 山形市清住町2丁目6-23（レストア・カスタマイズ専門店）
- 本社 山形市南一番町11-16

## グループ企業
- トヨタL&F山形
- トヨタレンタリース山形
- ティーワイ開発 - 山形県下において宮脇書店のフランチャイジーおよびコインランドリーを運営。
- 日米商事 - 山形県下においてENEOS（旧・エクソンモービル）系列サービスステーション・ドトールコーヒー・セブンイレブンのフランチャイジー等を運営。